# Kneiffia pilosella
Kneiffia pilosella là một loài thực vật có hoa trong họ Anh thảo chiều. Loài này được (Raf.) A. Heller mô tả khoa học đầu tiên năm 1900.